# Лавелль, Роуз
Роузмари Кэтлин Лавелль (фр. Romarin Kathleen Lavelle; род. 14 мая 1995, Цинциннати, Огайо) — американская футболистка, полузащитница клуба «Готэм» и сборной США. Чемпионка мира 2019 года.

## Карьера

### Студенческая
На студенческом уровне в течение трёх сезонов играла за команду «Висконсин Баджерс», команду представляющую Висконсинский университет в Мадисоне. В составе этой команды она стала в 2014 году чемпионкой Большой десятки, а затем в 2015 и 2016 годах дважды подряд признавалась лучшей полузащитницей.

### Клубная
В январе 2017 года была выбрана на драфте Национальной женской футбольной лиги под общим 1-м номером клубом «Бостон Брейкерс». В составе «Бейкерс» она сыграла 10 матчей и забила 2 мяча, пропустив при этом большую часть сезона из-за травмы подколенного сухожилия.
Следующим её клубом в карьере стал «Вашингтон Спирит», который её выбрал на новом драфте под первым номером. За два сезона в составе «Спирит» она сыграла 17 игр и забила 1 гол, но сезон 2020 года пострадал из-за пандемии COVID-19, но она играла в Кубке Вызова за свою команду.
18 августа 2020 года перешла в английский «Манчестер Сити», подписав с «горожанками» контракт на один сезон. В составе «Сити» она выиграла Кубок Англии после победы своей команды в финале над «Эвертоном» со счётом 3-1 в дополнительное время.
В мае 2021 года вернулась в США, где подписала контракт с клубом «ОЛ Рейн», которому принадлежали на неё права после обмена из «Вашингтон Спирит», с которым подписала контракт. В составе «Рейн» она выиграла в 2022 году регулярный чемпионат Женской футбольной лиги и Женский кубок по футболу.

### Международная
В мае 2019 года вошла в состав сборной США по футболу для участия в чемпионате мира. В матче со сборной Таиланда, закончившийся победой американок со счётом 13:0, оформила дубль, а по итогам турнира американки стали чемпионками мира, обыграв в финале сборную Нидерландов со счётом 2:0; второй гол в финале забила Лавелль.
В составе американской сборной летом 2021 года играла на Олимпийских играх, на которых американки завоевали бронзовые медали.
Летом 2023 года играла на чемпионате мира, но из-за травмы колена у неё было ограниченное количество игрового времени, а матч 1/8 финала со сборной Швеции пропустила из-за перебора жёлтых карточек. Матч со сборной Швеции завершился для сборной США поражением в серии пенальти после 120 минут игрового времени и вылетом с турнира.